# ماني موري
إيمانويل "ماني" موري (بالإنجليزية: Manny Mori)(ولد في 25 ديسمبر 1949)، هو سياسي من ميكرونيزيا شغل منصب رئيس الولايات المتحدة الميكرونيزية من 11 مايو 2007 حتى 11 مايو 2015.